# OSAKA (アルバム)
『OSAKA』（おおさか）は、2001年12月19日にフォーライフレコードから発売されたコンピレーション・アルバム。

## 内容
関西（特に大阪）に関係した歌、大阪弁で歌った歌などを、フォーライフ・レコードから発売された楽曲を中心に全14曲収録。楽曲発売期間は、1970年代前半から1990年代前半までとなっている。

## 収録曲
曲名の後ろのカッコは、その曲の発売年。
1. Kick & Loud（1994）／GEISHA GIRLS
2. 大阪ストラット（1995）／ウルフルズ
3. 胸が痛い（1989）／憂歌団
4. やっぱ好きやねん（1986）／やしきたかじん
5. 悲しい色やね（1982）／上田正樹
6. スウィート・ホーム大阪（1972）／ファニー・カンパニー
7. 大阪Broken Heart（1986）／円広志
8. PACHINCO MAN（1994）／ブギー・マン
9. 夫婦きどり（1994）／ベイブルース
10. あんたのバラード（1977）／世良公則&ツイスト
11. ダンシング・オールナイト（1980）／もんた&ブラザーズ
12. 酒と泪と男と女（1976）／河島英五
13. 大阪ビッグ・リバー・ブルース（1988）／憂歌団
14. 大阪で生まれた女（1979）／BORO